# Supercoppa di Bulgaria 2019
La Supercoppa di Bulgaria 2019 è stata la 16ª edizione di tale competizione. Si è disputata il 3 luglio 2019. La sfida ha visto contrapposte il Lokomotiv Plovdiv, vincitore della coppa nazionale e il Ludogorec vincitore del campionato. Il Ludogorec si è confermato vincitore del trofeo per la quarta volta nella sua storia.

## Tabellino
| Arbitro: | Stoyanov |

|                          |           |  |
| Tchibota 3’ Lukoki 90+3’ | Marcatori |  |